# Santa Rosa de Viterbo (Brazilië)
Santa Rosa de Viterbo is een gemeente in de Braziliaanse deelstaat São Paulo. De gemeente telt 24.049 inwoners (schatting 2009).